# المحول المولد مسبق التدريب 4
المُحول المُولِّد مسبق التدريب 4 أو جي بي تي-4 (بالإنجليزية: GPT-4)‏ شبكة عصبية أنشأتها شركة أوبن إيه آي. صدَرَ يوم 14 مارس 2023 وسيكون مُتاحًا عبر واجهة التطبيق البرمجية الخاصة به، كذلك لمشتركي شات جي بي تي بلَس.
وفقًا لصحيفة نيويورك تايمز، "أُشيع أنه سيصدر" في عام 2023؛ قالت فوكس أن مواقع الويب الأخرى ذكرت أنه يشاع أنه "بإجماع الجميع" متفوق على ما أنتجته أوبن إيه آي سابقا جي بي تي-3 وجي بي تي-3.5. كما استشهدت ذا فيرج بشائعات مفادها أنها ستزيد بشكل كبير عدد المُعلِّمات عن GPT-3 (من 175 مليار إلى 100 تريليون)، والتي وصفها الرئيس التنفيذي لشركة اوبن إيه آي سام ألتمان بأنها "محض هراء".

## خلفية
جي بي تي – 4 هو واحد من النماذج اللغوية المتقدمة التي طورت بواسطة شركة أوبن إيه آي. يعتبر الإصدار الرابع من سلسلة نماذج GPT المعروفة، والتي تعتمد على تعلم اللغة العميقة وتوليد عدة أنواع من النصوص بشكل آلي. ولقد اطلق بعد إجراء اختبارات معادية داخلية تهدف إلى اكتشاف الثغرات المحتملة في النموذج وتقليلها أيضاً بواسطة فرق الأبحاث والمحترفين في الصناعة.

## مركز أبحاث المواءمة
ARC أو مركز أبحاث المواءمة، هو مركز بحثي تعاوني تم إنشاؤه بواسطة أوبن إيه آي لدراسة وتقييم مخاطر السعي للسلطة في النماذج اللغوية المتقدمة. وقد تم منح ARC وصولاً مبكراً إلى نموذج جي بي تي - 4 لتقييم مدى قدرته على السعي للحصول على السلطة والتلاعب بها. وقد تم اكتشاف أن جي بي تي - 4 كان قادراً على تشجيع عمال TaskRabbit لحل اختبار CAPTCHA بدلا منه، ولكنه لم يكن قادراً على إعادة إنتاج النصوص أو اكتساب المواد تلقائياً.

## نموذج المكافأة المبني على القواعد
نموذج المكافأة المبني على القواعد (RBRM) هو نموذج يتم استخدامه في تعديل اخراج جي بي تي – 4 لرفض الطلبات الضارة. يستخدم النموذج مصنفاً يعتمد على القواعد المكتوبة بواسطة البشر لتصنيف إخراج جي بي تي – 4 وفقاً للمعايير المحددة، ثم يتم مكافأة جي بي تي – 4 على رفض الاستجابة الضارة وفقاً لتصنيف RBRM.

## تعزيز الأمن والأمان
من الجهود المبذولة لتحسين وتعزيز الأمن والأمان في جي بي تي  - 4  هي الاختبارات المعادية الداخلية والاستفادة من تقييم ARC و إجراء تعديلات باستخدام نموذج المكافأة المبني على القواعد RBRM. وتسعى جي بي تي - 4 أو أوبن إيه آي جاهدة للتعامل مع التحديات المتعلقة بالسعي للسلطة والتلاعب والاستخدامات الضارة المحتملة لنماذج اللغة العميقة.

## تطبيقات محتملة لنموذج جي بي تي - 4
تمتلك نماذج الدردشة المتقدمة مثل جي بي تي - 4 إمكانات واعدة في مجالات متعددة، مثل التفاعل الإنساني-الآلي، والتعلم الآلي، والتوليد النصوص الإبداعية، والتعلم الذاتي. يمكن استخدام جي بي تي - 4 في تطبيقات مثل الدعم اللغوي، والترجمة الآلية، وإنشاء المحتوى، والتسويق الرقمي، والرد على الأسئلة الشائعة، والمزيد.

## الاعتماد على التكنولوجيا والبشر معًا
تظل التكنولوجيا مجرد أداة يعتمد عليها البشر، ويجب أن يكون لدينا نهج متوازن يجمع بين الاعتماد على التكنولوجيا والبشر معًا. يمكن لنماذج اللغة العميقة مثل جي بي تي -4 أن تكون أدوات قوية في مختلف المجالات، ولكن يجب أن تستخدم بشكل مسؤول وفعال، وأن تدمج بين خبرة البشر وقوة الذكاء الصناعي لتحقيق أفضل النتائج.

## جي بي تي 4O
في 13 مايو 2024، أطلقت OpenAI نموذج حديث اسمه المحول المولد مسبق التدريب 4 أومني ("o" لـ "omni")، وهو نموذج متطور نسبياً يمثل تطور كبير في معالجة وتوليد المخرجات عبر محاكاة ومعالجة النصوص والصوت والصورة في وقت واحد. يعرض GPT-4o طريقة استجابة سريعة مماثلة لردود الفعل البشرية في المحادثات، كما يمتلك أداء افضل بشكل كبير في اللغات غير الإنجليزية، وفهم متقن للرؤية والصوت.
يستطيع نموذج المحول المولد مسبق التدريب 4 أومني دمج مدخلاته ومخرجاته المختلفة ضمن نموذج موحد، مما يجعله أسرع وأكثر فعالية من حيث التكلفة والكفاءة من الاصدارات السابقة. يحقق GPT-4o أحدث النتائج ضمن حدود تعدد اللغات واختلاف الرؤية، ويحقق أرقامًا قياسية جديدة في التعرف على الكلام الصوتي وترجمته إلى لغات أخرى.
كما تخطط OpenAI لطرح إمكانات الصور والنصوص الخاصة بـ GPT-4o على الفور إلى ChatGPT، بما في ذلك الاصدار المجاني، مع إتاحة الوضع الصوتي لمستخدمي ChatGPT Plus في الأسابيع المقبلة. وما زالوا يخططون لإتاحة إمكانات الصوت والفيديو الخاصة بالنموذج لشركاء API المحدودين في الأسابيع المقبلة.
في إعلان الإطلاق، أشارت OpenAI إلى أن قدرات GPT-4o تمثل تحديات جديدة تتعلق بالسلامة، بالإضافة إلى التخفيفات والقيود نتيجة لذلك.